# Полезные ископаемые Германии
Полезные ископаемые Германии
В стране есть месторождения нефти и газа, кам. угля, железных, свинцовых и цинковых руд, калийной и каменной солей, плавикового шпата, урановых руд и руд цветных металлов, стройматериалов и др.

## Основные полезные ископаемыеФРГпо состоянию на 1998-99 гг
| Полезные ископаемые                     | Запасы         | Запасы | Содержание полезного компонента в рудах, % | Доля в мире, % |
| Полезные ископаемые                     | Подтвержденные | Общие  | Содержание полезного компонента в рудах, % | Доля в мире, % |
| Барит, тыс. т                           | 1000           | 1200   | 30 - 65 (BaSO4)                            | 0,3            |
| Вольфрам, тыс. т                        | 80             | 106    | 0,2 (WO3)                                  | 3,1            |
| Железные руды, млн т                    | 920            | 3000   | 28 (Fe)                                    | 0,5            |
| Золото, т                               |                | 30     |                                            |                |
| Калийные соли, млн.т в пересчете на К2О | 720            | 1000   | 14 (К2О)                                   | 9,6            |
| Медь, тыс. т                            | 1400           | 1420   | 1,42 (Cu)                                  | 0,2            |
| Нефть, млн т                            | 53,2           |        |                                            |                |
| Олово, тыс. т                           | 20             | 20     | 0,4                                        |                |
| Плавиковый шпат, млн т                  | 3,1            | 4,6    | 45 (CaF2)                                  | 1,6            |
| Природный газ, млрд м³                  | 350            |        |                                            | 0,2            |
| Свинец, тыс. т                          | 550            | 125    | 1,6 (Pb)                                   | 0,5            |
| Уголь, млн т                            | 105540         | 308300 |                                            |                |
| Фосфориты, млн т                        | 0,2            | 0,4    | 20 (Р2О5)                                  |                |
| Цинк, тыс. т                            | 1200           | 3000   | 2,8 (Zn)                                   | 0,4            |
| Серебро, т                              | 200            | 5600   |                                            |                |
| Уран, т                                 | 4800           |        |                                            |                |

## Отдельные виды полезных ископаемых
Нефть и газ. На территории страны выявлено более 130 нефтяных и около 90 газовых месторождений, расположенных главным образом в Центральноевропейском нефтегазоносном бассейне, а также в Предальпийском и Рейнском нефтегазоносных бассейнах.Предальпийский нефтегазоносный бассейн приурочен к одноименному краевому прогибу; Рейнский - к грабену Зап.-Европейской платформы. Продуктивны отложения триаса, юры, эоцена и олигоцена. Крупнейшие месторождения расположены в Ольденбург. Нефть и газ обнаружены также в Вост. Германии. Залежи незначительны. Наблюдается тенденция к уменьшению подтвержденных запасов нефти и газа в стране. Если в 1998 г они составляли 53 200 000 т, то в конце 2001 подтвержденные запасы нефти составили 46,7 млн т, что на 3 млн т или 6,4% меньше, чем в конце 2000 г. На конец 2001 подтвержденные запасы природного газа оценены в 319, 8 млрд. м.куб (-8,6% к 1998).
Горючие сланцы. ФРГ обладает значительными запасами горючих сланцев, пром. залежи которых сосредоточены в отложениях нижней юры тоарского яруса (мощность пром. слоя достигает 5-15 м) в Ниж. Саксонии, Брауншвейге, на юго-за в районе г. Мессель. Маломощные слои сланценосных отложений есть в пермских толщах Саарского района и триасовых отложениях в Баварских Альпах.
Уголь На терр. страны обнаружены большие запасы каменного угля, главным образом в отложениях верхнего карбона. Ведущее значение имеет Нижнерейнско-Вестфальский угольный бассейн. В этом бассейне угольные пласты имеют в основном крутое падение, часто сильно тектонически нарушены, залегают на большой глубине, водо-и газонасыщенны.
Месторожд. бурого угля сосредоточены в Нижнерейнском, Нидерлаузицком (Котбус и Дрезден), Среднегерманском (Галле и Лейпциг), Магдебургском и др. бассейнах. Пласты бурого угля мощностью 3-4, 4-12, 8-14, 8-12 м приурочены к отложениям среднего эоцена - ср. миоцена. Теплотворная способность рядового бурого угля 7,3-10,0 МДж / кг, зольность 10-30%.
По данным на 1997, достоверные и предполагаемые добывающие запасы бурого угля составляли в ФРГ 160 млрд т, а запасы каменного угля - 35 млрд т. Это означает, что угледобычи их должно хватить ещё на 560 лет. 
Уран. Достоверные запасы урана в стране на 1997 г составляли 4800 т. месторожд. урановых руд по происхождению в осн. гидротермального жильного типа, локализующихся на эндоконтактах гранитов и осадочных в песчаниках с прослоями аргиллитов верхнего карбона; реже встречаются инфильтрационные месторожд. Наибольшее значение имеют месторождения Менценшванд, Тиршенройт и Мюлленбах, расположенные в Шварцвальде и Баварии. На вост. ФРГ месторожд. урановых руд связаны с различными геологических системами - от докембрия до мела (Роннебург, Ауэ, Кьонигштайн).
Железо. По общим запасам железной руды страна занимает 4-е место (после Украины, Швеции и Великобритании) в Европе (2003).Всего выявлено 44 железорудных месторожд. в областях вариского и альпийского орогенеза и частично в пределах платформы. Осн. запасы жел. руд концентрируются в крупнейшем железорудном районе Зальцгиттер в Ниж. Саксонии. Месторождения гидротермальные (Зигерланд и др.) и осадочные (Наммен и др.). Преобладают сидеритовые и оолит-гематитовые руды (Лотарингский железорудный бассейн). Крупнейшие месторождения - Вольферварт-Наммен, Зальцгиттер, Ауэрбах.
Медь Запасы медных руд невелики и сосредоточены гл. обр. в полиметаллических месторожд. (Земля Северный Рейн-Вестфалия, Саарский район и ). Крупнейшие месторождения - Раммельсберг, Мехерних, Нойбулах. В Вост. Германии месторожд. медных руд связаны с медистыми песчаниками и сланцами предгорий Гарца (Мансфельд-Зангергаузен).
Полиметаллы Месторождения свинцово-цинковых руд расположены гл. обр. в Гарце, Рейнских Сланцевых горах, Шварцвальде, а также в районе г. Фрайберг. Гл. месторожд. по происхождению Колчеданные и гидротермальные. Крупнейшие по запасам - Раммельсберг, Бад-Грунд, Мегген и др. Нередко в рудах кроме свинца и цинка присутствуют также медь, золото, серебро, цезий, рубидий, индий и др. элементы.
Никель и олово. Силикатные месторожд. никелевых руд встречаются по юго-зап. окраине Гранулитовых интрузивного комплекса антиклинали Фихтельгебирге - Рудные горы. Месторождения руд олова - Альтенберг, Еренфридерсдорф.
Калийные соли. По запасам калийных солей ФРГ занимает третье место среди стран мира (после Канады и России) и первое в Европе (2003). Залежи калийных солей разведаны в пределах позднепермских калийных бассейнов. Калийные соли приурочены к отложениям верх. перми Ганноверского, Верра-Фульда, Магдебург-Гальберштадтского и др. бассейнов. Соленосные толщи содержат залежи кам. соли. Крупнейшие залежи калийных солей (до 500 м) установлены в Ганноверском бас., который составляет единое целое со Штрасфуртским бассейном. Калийные и каменные соли з среди отложений Среднеевропейскому цехштейнового бас. (Верра, Южной Гарц, Цилиц и Кальфьорде). Мощность калийных пластов 2-14 м, иногда до 50 м.
Барит и флюорит. ФРГ имеет существенные запасы барита. Месторожд. барита по происхождению стратиформные (Вестфалия, Гарц, Гессен, Баден) и жильные (юго-зап. Гарц). Содержание барита в комплексных рудах стратиформных полиметаллических месторожд. - 20%, в жильных - до 97%. Крупнейшие комплексные месторожд. - Мегген и Раммельсберг, Волькенхюгель, где жилы протяженностью 1 км и мощностью от десятков см до десятков метров образуют жильные поля. В ФРГ обнаружены жильные и стратиформные месторожд. плавикового шпата (Наббург). Месторожд. барита и флюорита в Вост. Германии расположены в Тюрингенском Лесу (Шмалькальден и Ильменау), Гарце (Ротлебероде) и Фогтланде (Шоеньбрунн-Бьозенбрунн и Брундьобра).
Нерудные горнохимические и строительные полезные ископаемые В ФРГ есть большие месторожд. глин, г.ч. в сев.-вост Баварии в област Пфальца (Понгольц), в палеогеновых отложениях Мекленбурга (Фридланд, Маллис). Большие месторожд. каолина есть в Баварии (Тиршенры, Амберт-ухудшается), а также в полосе шир. до 50 км, протянувшейся вдоль сев. края Саксонско-Тюрингского среднегорья. Важные месторожд. каолина - Кемлиц (мощность до 60 м), Зайлиц и др., под Майсен (до 30 м), Каминау в Лаузице (до 60 м). Месторождения графита концентрируются в Юж. Баварии (в районе Пассау). Есть также залежи бентонитов, гипса (районы Ипхофена, Оам-Харц, Баден-Вюртемберг, Ротлебероде и Нидерзаксверфен), ангидрита, галита (Мосбург, Вестервальд), талька (вблизи Шварценбаха), диатомитов (Ниж. Саксония) и различных нерудных минералов. Песчано-гравийные месторождения - Нордхаузен, Преттин, Мюльберг, Хоенбокк. Род. строительных песчаников приурочены к отложениям мела в долине Эльбы (Котта, у Дрездена). Месторожд. карбонатных пород связаны с породами докембрия, кембрия, девона, перми, триаса, мела. Значительные залежи стрингоцефалових известняков - комплекс Эльбингероде, ракушечника - Рюдерсдорф, Бернбург и Карсдорф, а также мела - Бавария